# The Science of Nature
The Science of Nature (ehemals Die Naturwissenschaften, zeitweise Naturwissenschaften) ist eine monatlich erscheinende wissenschaftliche Fachzeitschrift. Sie wurde 1913 von Arnold Berliner (1862–1942) gegründet und erscheint im Springer-Verlag.
Die Fachzeitschrift beschäftigt sich mit Themen aus den Naturwissenschaften mit den Schwerpunkten Biologie, Chemie, Geologie und Physik. Die Zeitschrift hat Peer-Review.

## Geschichte
Arnold Berliner wollte mit der Zeitschrift ein deutsches Gegenstück zu der englischsprachigen Zeitschrift Nature schaffen. Im Jahr 1935 wurde der Springer-Verlag gedrängt, ihn wegen seiner jüdischen Abstammung in den Ruhestand zu versetzen.
Im Jahr 1945 erschien keine Ausgabe. Das erste durch die alliierte Kontrollkommission genehmigte Nachkriegsexemplar (unter neuer Leitung) datiert auf den 15. Juli 1946.
Über viele Jahre war „Die Naturwissenschaften“ eines der international angesehensten Journale. So wurde die Entdeckung der Kernspaltung in der Ausgabe vom 6. Januar 1939 der „Naturwissenschaften“ unter dem Titel Über die bei der Bestrahlung des Urans mittels Neutronen entstehenden Erdalkalimetalle von Otto Hahn und Fritz Straßmann veröffentlicht. Der seit dem Erscheinen am häufigsten zitierte Artikel war Selforganization of matter and the evolution of biological macromolecules von Manfred Eigen.
Nach 1945 verlor die Zeitschrift stark an Bedeutung. Sie lag 2014 mit einem Impact Factor von 2,098 deutlich hinter den angloamerikanischen Zeitschriften Nature und Science, zählt jedoch zu den führenden internationalen multidisziplinär ausgerichteten Zeitschriften.
Zum 100-jährigen Jubiläum im Jahr 2013 wurde der Arnold Berliner-Preis ins Leben gerufen. Mit dem Preis wird jährlich der beste Forschungsbeitrag geehrt, der im Vorjahr in Naturwissenschaften erschienen ist.
Anfang 2015 wurde die Zeitschrift umbenannt und nahm den vormaligen Untertitel an: The Science of Nature.

## Herausgeber
| - 1913–1935: Arnold Berliner (1862–1942) - 1913: Curt Thesing (1879–1956) - 1914–1921: August Pütter (1879–1929) - 1922–1924: Hermann Braus (1868–1924) - 1925–1940: Hans Spemann (1869–1941) - 1935–1936: Hans Matthée - 1936–1944: Fritz Süffert (1891–1945) - 1946–1949: Arnold Eucken (1884–1950) | - 1950–1966: Ernst Lamla (1888–1986) - 1967–1986: Hansjochem Autrum (1907–2003) - 1967–1983: Friedrich Ludwig Boschke (1920–1999) - 1984–1985: Heinz Maier-Leibnitz (1911–2000) - 1987–2000: Dieter Czeschlik - 2001–2009: Tatiana Czeschlik - 2009–2019: Sven Thatje - seit 2019: Matthias Waltert |